# ロランド・ネナイ
ロランド・ネナイ（Roland Nenaj 、1978年11月28日 - ）は、アルバニア・ヴロラ出身の元サッカー選手。現役引退後はバイリス・バルシュで監督を務めた。